# Ganganagar
Ganganagar (hindi: गंगानगर) – miasto w Radżastanie w zachodnich Indiach, przy granicy z Pakistanem. Stolica dystryktu Ganganagar. Około 211 tysięcy mieszkańców (2001).